# Луогосано
Луогоса̀но (на италиански: Luogosano) е село и община в Южна Италия, провинция Авелино, регион Кампания. Разположено е на 390 m надморска височина. Населението на общината е 1248 души (към 2011 г.).